# Islam en Filipinas

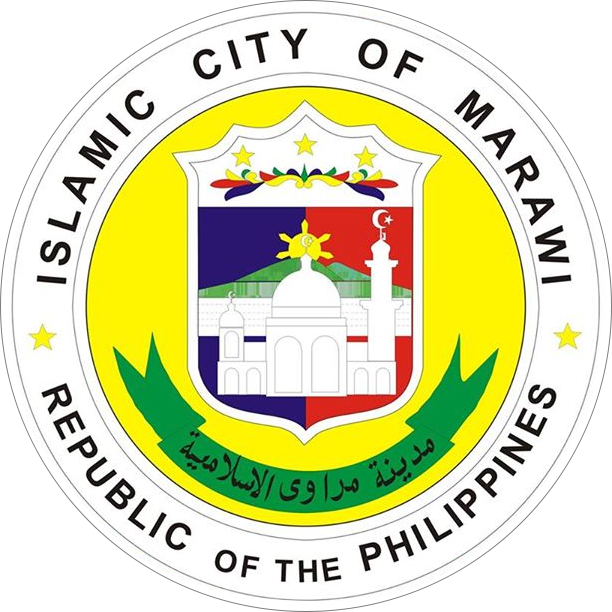
Sello de la ciudad de Marawi en Filipinas.

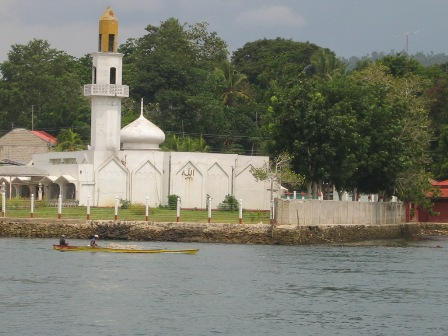
Mezquita en la ciudad de Isabela.

La religión islámica se estableció en parte de las Filipinas aproximadamente un siglo antes de la llegada de los españoles, en torno al siglo XV después de Cristo, a través del contacto con los comerciantes musulmanes árabes y malayos que convirtieron a algunos de los habitantes nativos de las islas. No obstante, en los siglos anteriores ya se habían iniciado algunos contactos esporádicos con el mundo musulmán.
Este control musulmán efectivo se sitúa en la isla de Mindanao y adyacentes, las zonas más cercanas a la actual Indonesia. La población musulmana en el país forma actualmente un 5 % de la población nacional. Sin embargo, solo la zona más meridional del territorio filipino estaba bajo regla islámica cuando los españoles llegaron y lo colonizaron. Magallanes, que trató de circunnavegar la tierra, murió el 27 de abril de 1521 en la Batalla de Mactán, liderada por el cacique Lapu-Lapu. La adscripción religiosa y política de este cacique no está clara. Es posible que hubiera sido islamizado con anterioridad a la llegada de Magallanes, pero en los siglos posteriores su figura fue aclamada principalmente como la de un líder indígena que defendió la autonomía de las islas Filipinas.
El control musulmán comenzaba a extenderse a zonas más norteñas en las figuras de los caciques locales, que abandonan las creencias populares nominalmente para aceptar una religión asociada a la prosperidad de los comerciantes islámicos. Sin embargo, ya a la llegada de los españoles en la primera expedición de Magallanes, algunos caciques de la isla de Cebú aceptaron con entusiasmo la fe católica al asociarla con las ventajas tecnológicas (armamento) de los expedicionarios. El rajá Humabón y su esposa aceptaron ser bautizados, lo cual es un exponente de la débil y reciente implantación por aquel entonces del islam en los estratos altos de la sociedad que en sus capas más populares, y que constituían la mayoría de la población, no habían sido islamizadas. Ellos mismos proponen una expedición de castigo contra Lapu-Lapu, con el que al parecer rivalizaban.
De acuerdo con la tesis de Isaac Donoso Jiménez, el archipiélago de las Bisayas (que incluye Cebú y Mactán) se encontraría en un proceso preislámico o de islamización muy incipiente en el momento de la llegada de Magallanes. El testimonio de Pigafetta, principal cronista de la expedición, distingue entre "moros" (población musulmana) y "gentiles" (población indígena no islamizada, "perteneciente al mundo religioso de base hindo-budista"). De acuerdo con su estudio, Pigafetta no refiere en ningún momento una isla en la que el islam encuentre un verdadero arraigo. De hecho, describe con detalle la celebración de una ceremonia en la que se sacrifica un cerdo en Cebú, lo cual parece indicar que el islam no había llegado o tenía una implantación muy superficial.
Esto explica la rápida difusión del catolicismo en Filipinas, lo que no hubiera sido posible en el caso de tratarse de una sociedad completamente islamizada, pues la apostasía en el islam es castigada con la muerte. Manila, que fue fundada por Miguel López de Legazpi en 1571 y se halla situada en la isla de Luzón nunca estuvo situada en la órbita musulmana.
En la actualidad, en Mindanao actúan el Frente Moro Islámico de Liberación y el Frente Moro de Liberación Nacional, que proponen la creación de un sultanato independiente del resto de las islas Filipinas. Ambos tienen un origen común aunque el segundo ha logrado por la vía política y pacífica lograr un acuerdo con el gobierno central de Filipinas y la creación de una Región Autónoma del Mindanao Musulmán. Más violento (con ataques a población civil) y posiblemente vinculado a Al Qaeda es el grupo Abu Sayyaf.
Es en esta zona donde el islam estaba firmemente instalado y donde la cristianización solo se lograba en recintos fuertemente protegidos como Zamboanga.